# 柳瀬ダム
柳瀬ダム（やなせダム）は、愛媛県四国中央市金砂町小川山地先、吉野川水系銅山川に建設されたダムである。また、このダムによって堰き止められた人造湖を金砂湖（きんしゃこ）という。金砂湖県立自然公園に属する。
国土交通省直轄ダムであるが、2021年4月より管理を水資源機構に委託している。

## 銅山川分水計画
瀬戸内海気候である愛媛県宇摩地域（四国中央市の一部）は、温暖少雨のため慢性的な水不足を被り易く、安定した水供給の確保は喫緊の課題であった。安政2年、宇摩郡の庄屋連合は今治藩三島代官所に銅山川疏水事業の申請を提出した。これが「銅山川分水」構想の発端であり、1924年（大正13年）には「銅山川疏水事業期成同盟会」が結成され、分水の実現は宇摩地域の悲願となった。愛媛県は1928年（昭和3年）に灌漑・発電を目的とした柳瀬ダム計画を発表し法皇山脈を貫く分水計画を立ち上げたが、下流の徳島県が水利権を盾に猛然と反対した。計画は頓挫し掛けるが、内務省の調停により発電事業を放棄し灌漑のみでの分水として計画を縮小することで徳島県と合意した。だが軍需省が発電事業の追加を求め混乱、終戦を迎えた。

## 多目的ダム化と愛媛分水への発展
戦後内務省は洪水調節を付加した多目的ダムとして計画修正を愛媛県に要請、これを受けて1948年（昭和23年）より建設省に施工を委託する形で建設は開始された。途中ジェーン台風によって工事は中断するが1953年（昭和31年）に完成。この間1950年（昭和25年）には銅山川分水の仮通水が行われ、悲願の分水が実現することとなった。ダムの形式は重力式コンクリートダムで高さは55.5 m、洪水調節・灌漑・上水道・工業用水・発電が目的である。尚、徳島県との合意事項として銅山川下流への一定量の河川維持用水放流を義務付けた（責任放流）が、この責任放流は早明浦ダム（吉野川本川）完成による愛媛分水事業分担により義務が廃止された。
ダム湖は「金砂湖」と命名されたが、これは1300年以上前の孝徳天皇の時代に、この付近の銅山川で砂金を採取していたことに由来する。金砂湖は銅山川分水の水源として宇摩地域の水がめとなったが、宇摩地域の悲願の陰で柳瀬集落160戸の住宅と169 haの農地が水没した。ダムは愛媛県管理から建設省（現・国土交通省四国地方整備局）に管理が委譲された。2021年3月からは、全国で初めて国土交通省が管理者のまま、水資源機構に管理業務を委託している。
銅山川分水は愛媛分水と名を変え、柳瀬ダム完成後、水源の更なる確保のために1975年（昭和50年）下流に新宮ダムが、2000年（平成12年）には上流に富郷ダムが建設された。また、新居浜地域のコンビナートに工業用水と電力を供給するため、最上流部には住友グループの系列である住友共同電力によって別子ダムが建設されている。

## 金砂湖

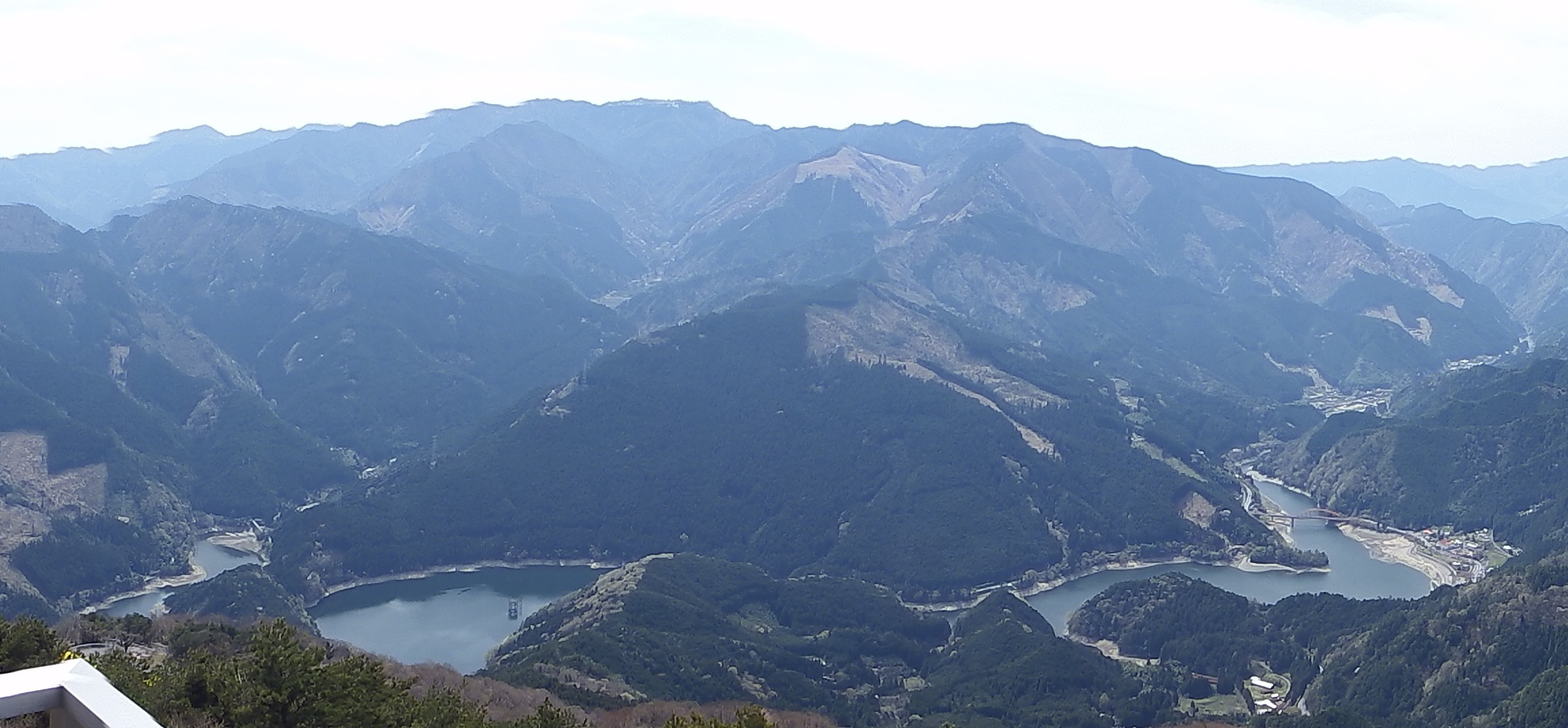
金砂湖を翠波峰より

ダム完成後の1954年（昭和29年）に富郷渓谷とともに県の名勝に指定され、1961年（昭和36年）には金砂湖を含む地域が金砂湖県立自然公園に指定された。県立自然公園指定後の1964年（昭和39年）に公園全域が三島嶺南鳥獣保護区に指定された。
金砂湖では、過去に日本最大のブラックバスが釣れたことで全国的に有名で、バス釣りの全国大会も開催されている（現在は開催されていない）。上流側には、金砂湖畔公園も整備されていて、レジャーの拠点となっている。